# أحمد حجازي (ممثل)
أحمد حجازي ممثل مصري من مواليد 1935. من أشهر أفلامه فيلم المومياء.
من أعماله 
- أميرة في عابدين - مسلسل
- خريف آدم - فيلم
- أوراق مصرية - مسلسل
- أسرار البنات - فيلم

## روابط خارجية
- أحمد حجازي على موقع IMDb (الإنجليزية)
- أحمد حجازي على موقع قاعدة بيانات الأفلام العربية
- أحمد حجازي على موقع ألو سيني (الفرنسية)
- أحمد حجازي على موقع قاعدة بيانات الأفلام السويدية (السويدية)
- أحمد حجازي على موقع قاعدة بيانات الفيلم (الإنجليزية)
- أحمد حجازي على موقع كينوبويسك (الروسية)